# Glypta chinensis
Glypta chinensis är en stekelart som först beskrevs av Tohru Uchida 1952.  Glypta chinensis ingår i släktet Glypta och familjen brokparasitsteklar. Inga underarter finns listade i Catalogue of Life.